# Castelbellino

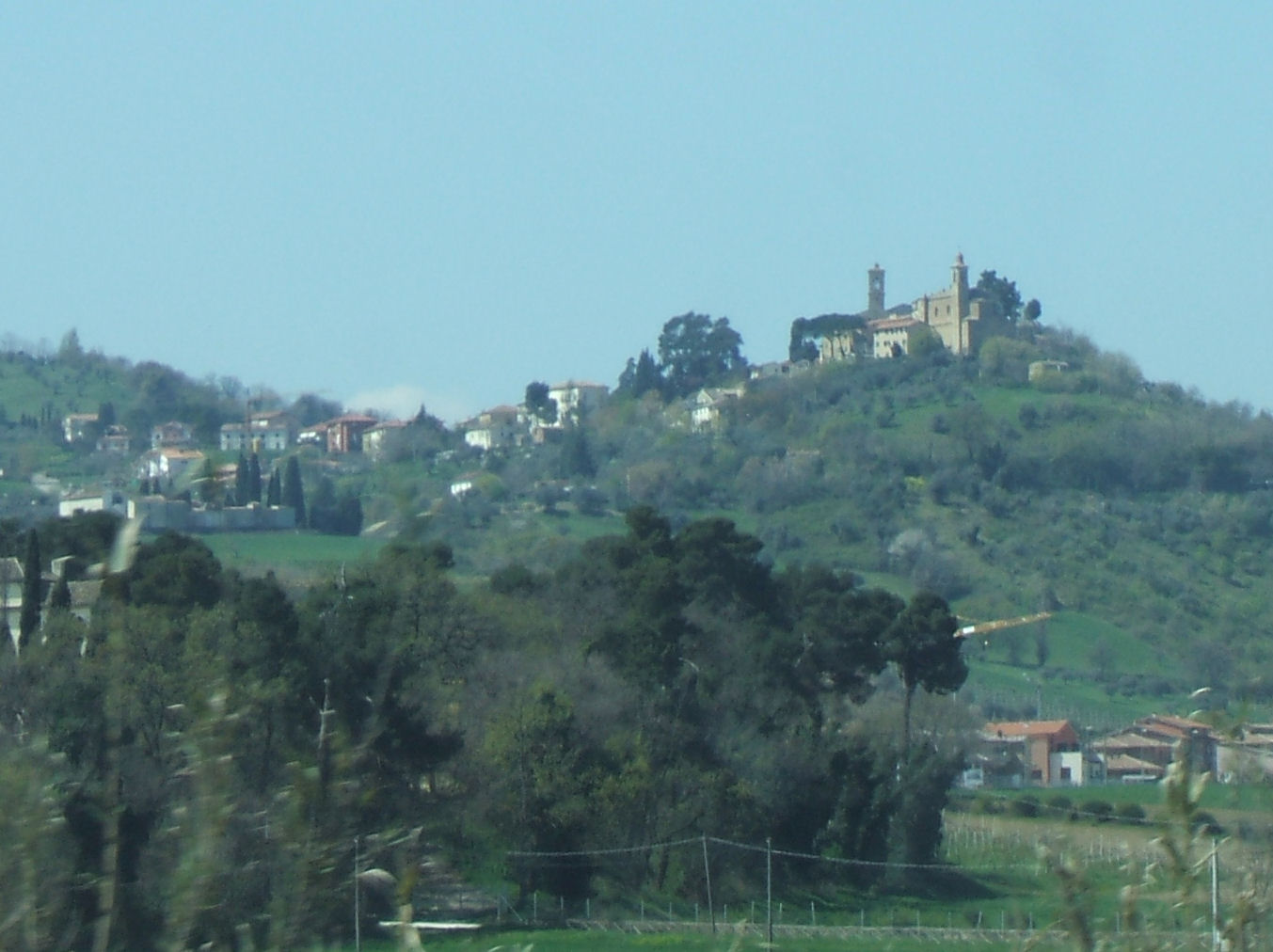
Vista của Castelbellino.

Castelbellino là một đô thị ở tỉnh Ancona trong vùng Marche, nằm cách 35 km về phía tây nam của Ancona. Tại thời điểm ngày 31 tháng 12 năm 2004, đô thị này có dân số 3.930 và diện tích là 5,9 km².
Đô thị Castelbellino có các frazioni (các đơn vị trực thuộc, chủ yếu là các làng) Stazione, Pianello, Pantiere, và Scorcelletti.
Castelbellino giáp các đô thị sau: Jesi, Maiolati Spontini, Monte Roberto.